# Johann Franz Xaver Sterkel
Johann Franz Xaver Sterkel (Würzburg, 3 de desembre de 1750 – 12 d'octubre de 1817) fou un compositor alemany.
Estudià simultàniament teologia i música i fou nomenat capella de la cort i organista a Magúncia, fent més tard un viatge d'estudis per Itàlia. Al seu retorn, el 1780, aconseguí una canongia i el 1793 succeí a Righini com a mestre de capella del príncep elector. L'ocupació per part de l'exèrcit francès li va fer perdre el seu càrrec i es dirigí a la seva ciutat natal, des d'on el príncep primat el cridà a Múnic, perdent també aquesta situació a causa dels esdeveniments de 1814.
Sterkel fou un dels compositors més populars de la seva època, deixant un gran nombre d'obres religioses i profanes, de les que s'imprimiren les següents:
- 10 simfonies;
- 2 obertures;
- 1 quintet per a instruments d'arc;
- Trios per a piano i corda;
- Concerts per a piano;
- Sonates per a violí i per a piano;
- 20 quaderns de melodies, i nombroses obres vocals.